# ライティング・ゼア・ダーケスト・アウア
『ライティング・ゼア・ダーケスト・アウア』（Lighting Their Darkest Hour）は2001年にボットコンの限定盤としてリリースされた映画『トランスフォーマー ザ・ムービー』のサウンドトラック・アルバムであり、映画音楽作曲家のヴィンス・ディコーラによる全スコアを収録している。当アルバムは公開された映画に使用されている全ての楽曲が含まれているため完全版であるとされる。下記リストのNo.7・10・18の3トラックが最初に1986年の『オリジナル・モーション・ピクチュア・サウンドトラック』（The Transformers The Movie: Original Motion Picture Soundtrack）で発表され、そして残りはボットコン'97の限定盤である2枚組ディスクの『ティル・オール・アー・ワン』アルバムにてリリースされた。

## トラック・リスティング
1. ユニクロンズ・シーム　Unicron's Theme
2. TF：TM メイン・タイトル (オルタネイト) フィーチャリング：スタン・ブッシュ　TF:TM Main Title (Alternate) featuring Stan Bush (未使用曲)
3. 2005　2005
4. モア・[ラック]・ザン・ユー・イマジン　More [Luck] Than You Imagine
5. アタック・オン・ザ・シャトル　Attack On The Shuttle (未使用曲)
6. ゴーン・フィッシン　Gone Fishin'
7. サイバトロン / デストロン・バトル　Autobot/Decepticon Battle
8. シティ・アンダー・シージ　City Under Siege
9. ショウダウン　Showdown
10. デス・オブ・コンボイ　Death Of Optimus Prime
11. ウィトニス・トゥー・ア・ヒューナナル　Witness To A Funeral
12. コンテスト・フォー・リーダーシップ　Contest For Leadership
13. トランスフォーメーション　Transformation
14. コラネイション　Coronation
15. デストラクション・オブ・ムーン・ベース・ワン　Destruction Ｏｆ Moon Base One
16. デストラクション・オブ・ムーン・ベース・トゥー (1)　Destruction Of Moon Base Two (1)
17. デストラクション・オブ・ムーン・ベース・トゥー (2)　Destruction Ｏｆ Moon Base Two (2)
18. エスケイプ　Escape
19. パースート　Pursuit
20. アライヴァル・オン・ジャンク　Arrival On Junk
21. アンウェルカム・ヴィジターズ　Unwelcome Visitors
22. アン・アネクスペクテッド・フレンド　An Unexpected Friend
23. ザ・マトリクス・サァヴァイヴス　The Matrix Survives
24. アンブッシュ　Ambush
25. アナザー・リーダー・ダイズ　Another Leader Dies
26. ジャッジメント / レスキュー　Judgement/Rescue
27. オール・ホープ・イズ・ロスト　All Hope Is Lost
28. アンユージュアル・アライズ　Unusual Allies
29. ジ・エネミィ・リヴィールド　The Enemy Revealed
30. カンフロンティション　Confrontation
31. ユナイテッド・アゲンスト・ジ・エネミィ　United Against The Enemy
32. イン・ザ・ベリィ・オブ・ザ・モンスター　In The Belly Of The Monster
33. ゼア・ダーケスト・アウア　Their Darkest Hour

## 参照
1. ↑  “Lighting Their Darkest Hour: The Complete Music Score for TFTM”.   tfwiki.net. 2011年11月25日閲覧。